# Shap Pat Heung
Shap Pat Heung (spreek uit als [Sap Paat Heung]) is een gebied in de New Territories, Hongkong. Het ligt ten zuiden van Yuen Long en ten noordwesten van Tai Tong. De Standaardkantonese naam Shap Pat Heung betekent achttien dorpen. Heden bestaat het uit dertig dorpen en heeft het een plattelandscomité.
Het gebied is beroemd om zijn viering van het Tin Haufestival op de 23e dag van de derde maand van de Chinese kalender. De parade en de Fa Pao trekt veel bezoekers en pelgrims van andere dorpen en gehuchten.